# Esmeralda (1953)
Esmeralda (BE-43) – czteromasztowa barkentyna chilijskiej marynarki wojennej służąca jako okręt szkolny. W czasach reżimu Augusto Pinocheta przetrzymywano na niej więźniów politycznych.

## Historia i rejsy

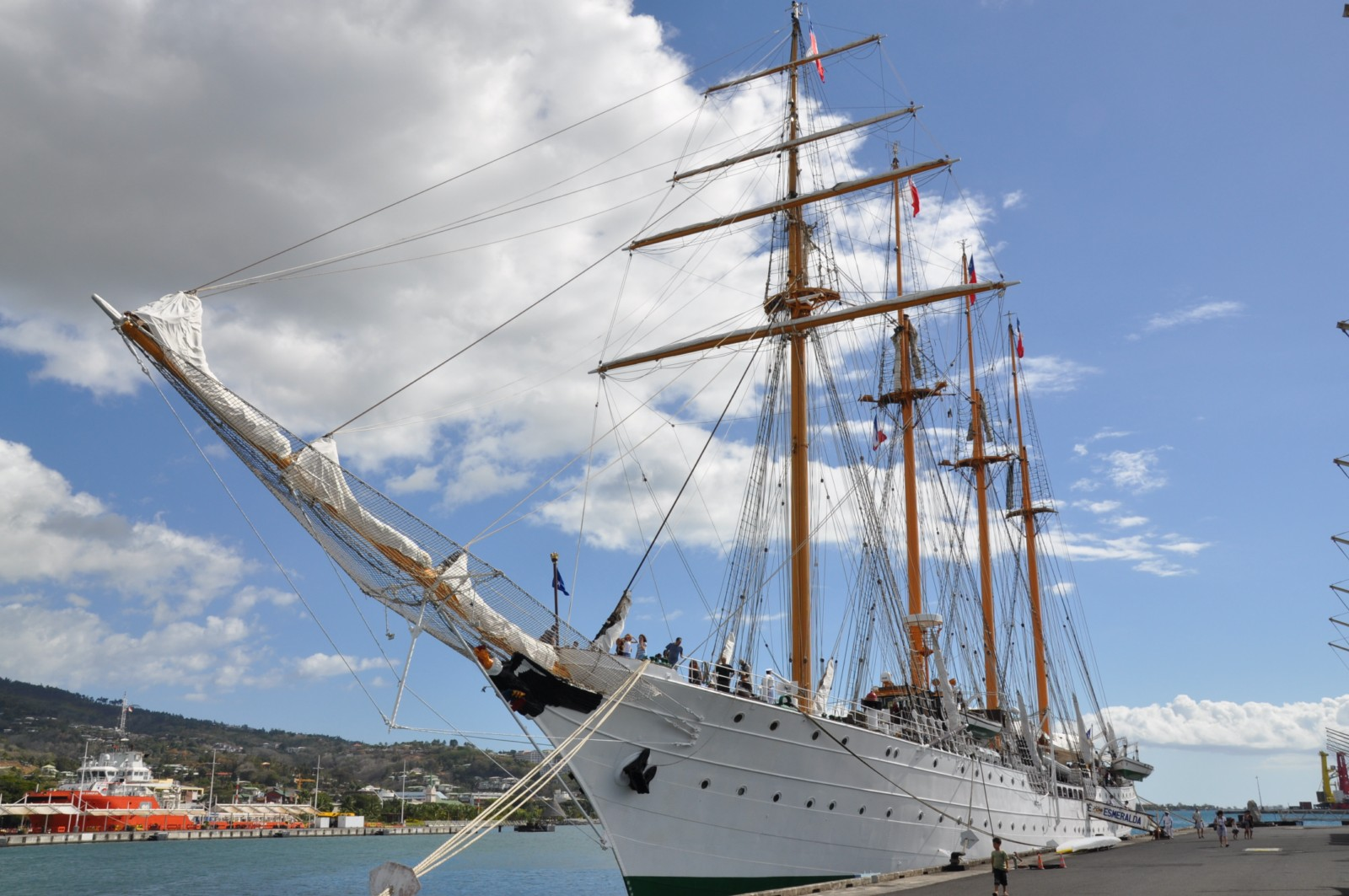
Esmeralda 2011

Okręt jest szóstym z kolei okrętem chilijskim o tej nazwie. Pierwszym była fregata przejęta od Hiszpanów w Callao, Peru, przez kapitana O'Briena z chilijskiej marynarki, w wyniku śmiałego ataku w nocy 5 listopada 1820 roku. Drugim była korweta, która zatonęła 21 maja 1879 roku w bitwie pod Iquique po walce z przeważającymi siłami wroga. Te ważne dla chilijskiej marynarki wydarzenia sprawiły, że nazwa "Esmeralda" wciąż kojarzy się w tym kraju z odwagą i poświęceniem.
Budowa jednostki rozpoczęła się w Kadyksie (Hiszpania) w roku 1946. "Esmeralda" miała zostać okrętem szkolnym hiszpańskiej marynarki wojennej o nazwie "Don Juan d'Austria". W 1947 roku stocznia ucierpiała na skutek serii eksplozji, które m.in. uszkodziły okręt. Dalsza praca nad jednostką została zatrzymana. W 1950 roku Chile i Hiszpania rozpoczęły negocjacje dotyczące spłaty długu zaciągniętego u Chile w czasie hiszpańskiej wojny domowej w formie wyprodukowanych dóbr, wliczając to nieukończoną "Esmeraldę". Chile zaakceptowało ofertę i okręt został przekazany w 1951 roku. Wtedy dokończono budowę; oficjalnie wodowanie odbyło się 12 maja 1953 roku w obecności 5 tysięcy ludzi. Okręt został ochrzczony przez panią Raquel Vicuña de Orrego, która użyła butelki z narodowym flagami Hiszpanii i Chile. "Esmeralda" została dostarczona rządowi chilijskiemu 15 czerwca 1954 roku. Okrętem dowodził kapitan Horacio Cornejo Tagle.
Latem 1973 roku chilijska "Esmeralda" przybyła z kurtuazyjną wizytą do portu w Gdyni. Ceremonię pożegnania okrętu opuszczającego gościnną Gdynię uwieczniono w jednym z odcinków polskiego serialu kryminalnego pt. "SOS (odcinek pt. "Jolka").
Raporty Amnesty International, Senatu Stanów Zjednoczonych, chilijskiej Komisji prawdy i pojednania oraz  Narodowej Komisji ds. Więźniów Politycznych i Tortur ujawniły, iż w czasach wojskowego reżimu Augusto Pinocheta okręt był używany jako pływające więzienie, na którym w latach 1973-1980 torturowano więźniów politycznych. Szacuje się, że ponad sto osób było przetrzymywanych na nim i poddawanych nieludzkiemu traktowaniu.